# Bombus turneri
Bombus turneri (saknar svenskt namn) är en insekt i överfamiljen bin (Apoidea) och släktet humlor (Bombus) som lever i Centralasien.

## Beskrivning
Bombus turneri är en liten humla med stor skillnad i färgteckning mellan hona och hane:

### Hona
Längden är omkring 16 mm. Mellankroppen är övervägande svart med en sparsam inblandning av gula hår. De tre främsta tergiterna är gula; den tredje har dock svart päls i bakkanten, något som sedan fortsätter på främre delen av den fjärde tergiten. Bakre delen av denna är röd, tillsammans med resten av bakkroppen.

### Hane
13 till 15 mm lång. Mellankroppen har gula till vita band fram- och baktill, ett färgmönster som sedan fortsätter på den främsta tergiten. Det andra tergiten kan vara gul, men det förekommer också att den är svart. Den tredje är antingen svart, orangeröd eller en blandning av dessa. Resten av bakkroppen är orangeröd.

## Ekologi
Arten är en snylthumla som saknar arbetare. Honan tränger in i andra humlors bon, dödar drottningen och tvingar arbetarna i det övertagna boet att föda upp sina ägg och larver. Den förekommer sällsynt i bergen, dock sällan högre än 1 900 m. Flygperioden varar mellan april och augusti.

## Utbredning
Bombus turneri finns från Himalaya, östra Tibet till centrala Kina.